# 日本社会精神医学会
日本社会精神医学会（にほんしゃかいせいしんいがくかい、英文名 Japanese Society of Social Psychiatry、略称JSSP） は、社会精神医学領域の研究の推進・進歩・発展・普及を目的とする学会である（定款3条）。

## 概略
社会精神医学は、疫学的手法や社会科学的手法を用いて、社会的文脈からこころの健康問題の予防、疾患の診断・治療・リハビリテーション、社会保障制度のあり方等の研究を学際的に行う精神医学の一分野であり、精神保健学、地域精神医学、精神障害リハビリテーション学、産業精神医学、文化精神医学、司法精神医学等の学問分野の学際領域である。
2021年12月1日の時点において、日本学術会議協力学術研究団体となっているが、日本医学会分科会一覧に登録されていない。

## 事業
研究発表会の開催、会誌の発行、社会精神医学に関する情報の提供などを行う（定款4条）
- 第39回日本社会精神医学会が2020年3月26日及び3月27日に福岡国際会議場で予定されていたが、新型コロナウィルス対策のため中止になった[6]。
- 第40回日本社会精神医学会が2021年3月4日及び3月5日にオンライン開催された[7]。

## 沿革
- 1981年4月1日 - 設立[3]、第1回日本社会精神医学会が国立精神衛生研究所（千葉県市川市）で開催される。
- 2012年4月2日 - 一般社団法人になる。事務局は東京都渋谷区猿楽町19-2株式会社真興社3階[8]。
- 2020年4月1日 - 事務局が東京都文京区本郷2－17－13広和レジデンス2F有限会社エム・シー・ミューズ内に移転した。

## 機関誌
- 『日本社会精神医学会雑誌 Japanese Bulletin of Social Psychiatry』1978年（昭和53年）に創刊した。

## 理事長
- 令和元年度、令和2年度　水野雅文